# AC Propulsion tzero

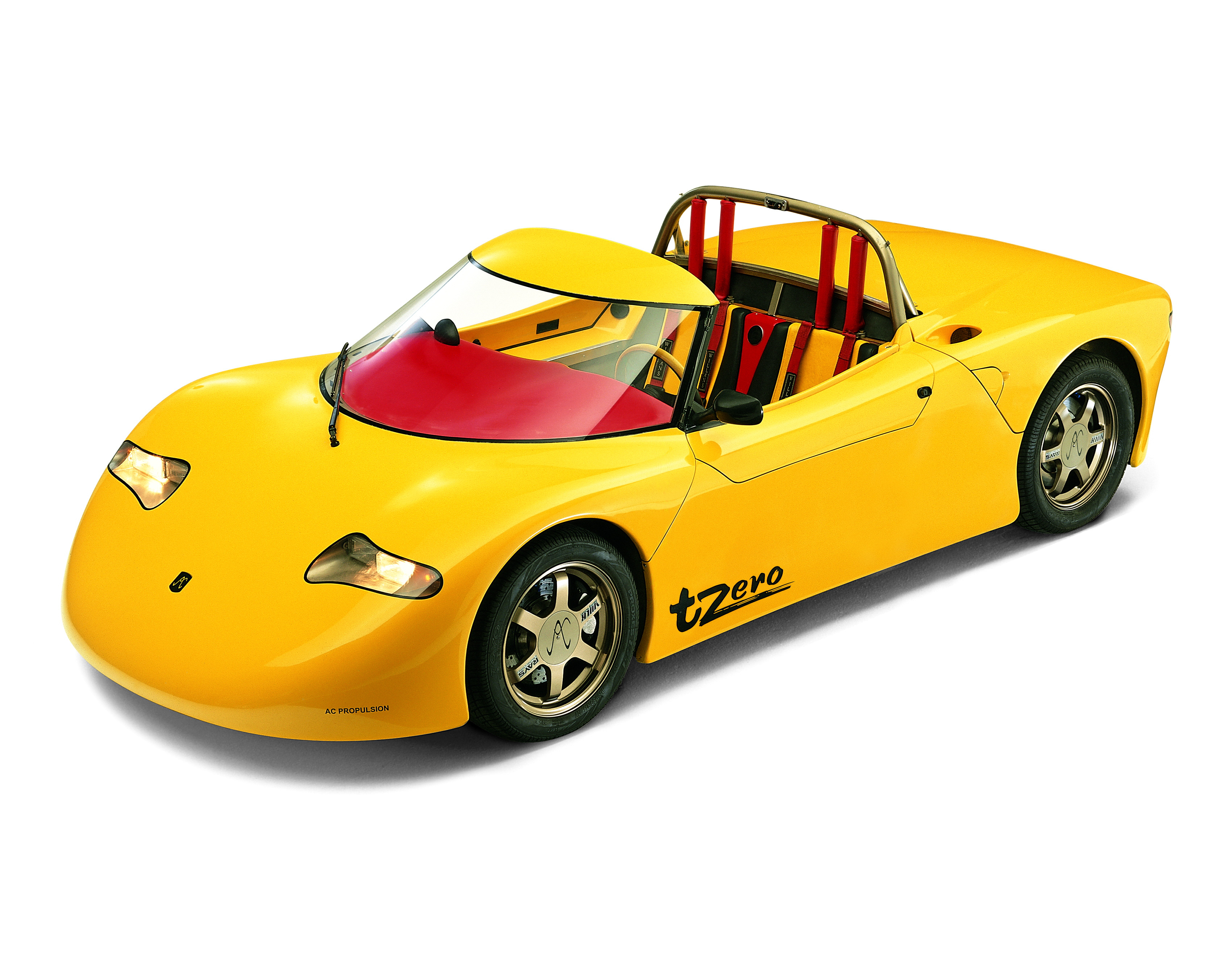
AC-Propulsion tzero

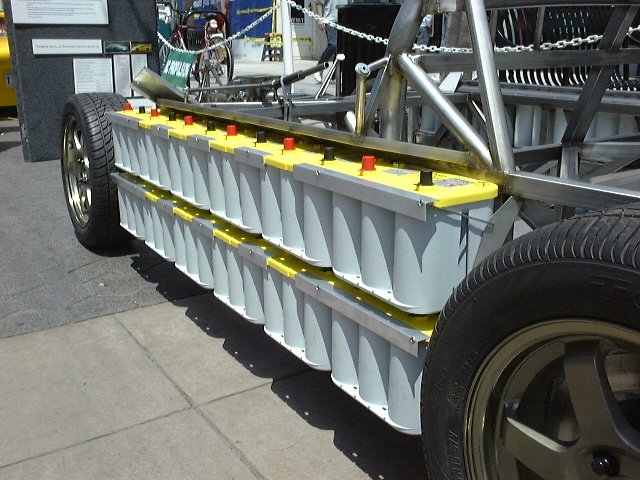
Batteriepack des AC-Propulsion tzero, Blei-Glasvlies-Akkumulatoren (AGM)

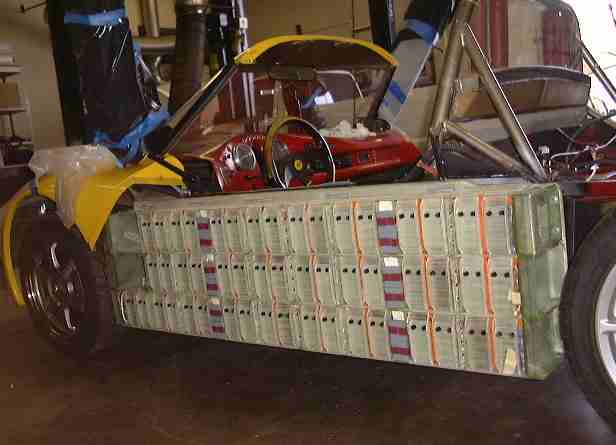
Batteriepack des AC-Propulsion tzero, Lithium-Ionen-Akkumulatoren

Der tzero, Eigenschreibweise des Herstellers tzero (sprich tisiero) ist ein Kraftfahrzeug mit Elektroantrieb, das von dem US-amerikanischen Unternehmen AC Propulsion als Entwicklungsplattform gebaut wurde. Es wurden drei Exemplare von Hand hergestellt und zwei an Privatpersonen verkauft, nachdem der Plan, das Fahrzeug in Serie zu bauen, 2003 aufgegeben wurde. Eines der drei gebauten Exemplare fiel Ende April / Anfang Mai 2017 einem Brand zum Opfer. Das Antriebskonzept wurde von AC Propulsion für den Tesla Roadster lizenziert. Der Name tzero bezieht sich auf das Symbol „t0“ für „Startzeitpunkt“ oder „Anfang“.
Mit dem Fahrzeug trat AC Propulsion in technischen Demonstrationen gegen zahlreiche Sportwagen mit Verbrennungsmotor an, um die Überlegenheit von Elektroautos und der Antriebe von AC Propulsion zu zeigen, zum Beispiel gegen die Corvette C4. Der Wagen erreicht Geschwindigkeiten von etwa 160 km/h, also 100 Meilen pro Stunde (mph) und beschleunigt von 0 auf 60 mph (0 auf ca. 96 km/h) in 4,07 Sekunden.

## Technik
Das Fahrgestell ist ein Gitterrahmen aus Stahlrohr, die Roadster-Karosserie mit abnehmbaren Dach ist aus glasfaserverstärktem Kunststoff. Angetrieben wird der Wagen von einem AC-150 (Drehstrom-Asynchronmotor) der maximal 160 kW (215 hp), nach anderen Angaben 220 kW leistet und maximal 13300 min−1 erreicht. Er wiegt etwa 50 kg. Er treibt das Fahrzeug über ein Getriebe mit einer Übersetzung von 9 : 1 an. Der Motor wird über einen etwa 30 kg schweren Frequenzumrichter (in den auch das 20 kW leistende Ladegerät integriert ist) betrieben und kann sein maximales Drehmoment von 225 Nm vom Stillstand bis zu einer Drehzahl von 5500 min−1 abgeben. Daher gibt es keine Kupplung und keine Gangschaltung. Alle Räder sind einzeln an je zwei ungleich langen Querlenkern aufgehängt, vorn ist eine Zahnstangenlenkung eingebaut. An allen Rädern gibt es Scheibenbremsen, die Bremsscheiben sind aus Duralcan, einer mit Siliziumcarbid verstärkten Aluminiumlegierung.

## Batterien
Je nachdem, mit welchem Batteriesatz es bestückt ist, hat das Auto eine Reichweite von bis zu 480 km. In der Version mit Blei-Glasvlies-Akkumulatorbatterien wiegt der Wagen 1134 kg (2500 lbs) und man kann mit voll geladenen Batterien etwa 130 km weit fahren. Alternativ gab es auch die Version mit 50 kWh aus Lithium-Ionen-Akkumulatoren, die 350 kg wiegt (Fahrzeug: 894 kg) und mit der man bis zu 480 km weit kommt. (Nach Herstellerangaben)
Dazu wurde vom Hersteller ein Anhänger angeboten, auf dem ein Kawasaki-500-cm³-Motor, gekoppelt mit einem 20-kW-Generator, eingebaut ist. Mit diesem ist es möglich, längere Strecken ohne Nachladen zu fahren. Der Kraftstoffverbrauch liegt dann etwa bei 6,7–7,8 l/100 km (35 bis 30 mpg).

## Rekuperation
Der tzero nutzt Rekuperation zur Rückgewinnung von Energie. Sobald der Fahrer seinen Fuß vom Fahrpedal nimmt, beginnt das Auto leicht zu bremsen, in dem es die Bewegungsenergie des Autos in Strom umwandelt und damit die Batterien wieder lädt. Der Motor läuft dabei als Generator. Mit Ausnahme von möglichen Gefahrenbremsungen, kann der tzero also nur unter Verwendung des Fahrpedals gefahren werden. Im innerstädtischen Verkehr erhöht sich so die Reichweite des tzero um bis zu 30 %.